# Liste der Gouverneure von Guam

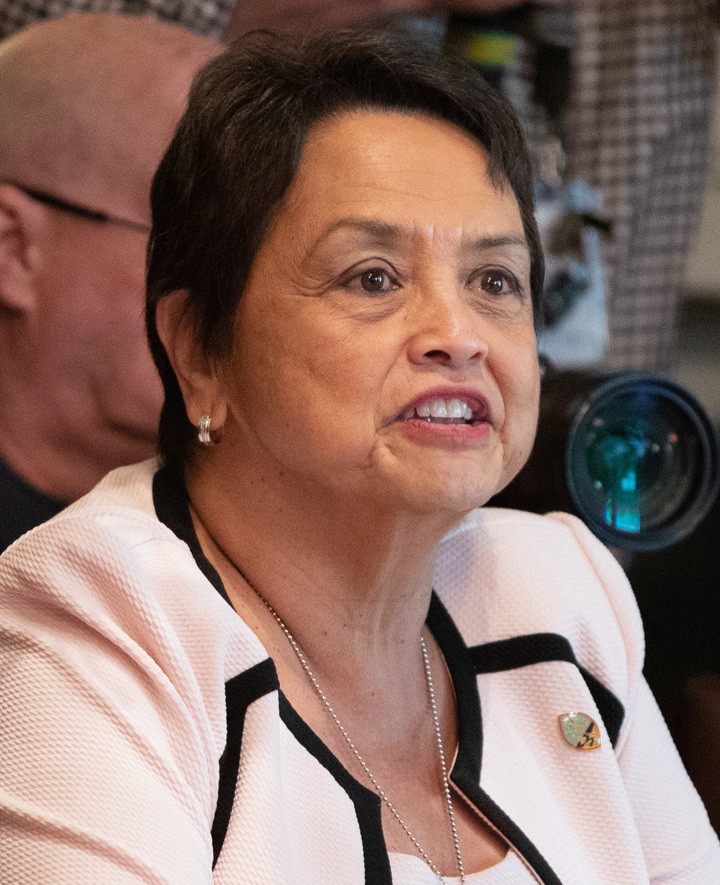
Lou Leon Guerrero, derzeitige Gouverneurin von Guam

Diese Liste führt alle Gouverneure von Guam auf, seit die westpazifische Insel im Jahr 1949 ein nichtinkorporiertes Territorium der Vereinigten Staaten wurde. Bis 1970 wurden die Gouverneure durch die US-Regierung ernannt, seitdem wird der Amtsinhaber durch eine Wahl ermittelt.
| Name                                  | Lebensdaten | Amtszeit                          | Partei       |
| ------------------------------------- | ----------- | --------------------------------- | ------------ |
| Carlton S. Skinner                    | 1913–2004   | 27. September 1949–27. März 1953  |              |
| Ford Quint Elvidge                    | 1892–1980   | 27. März 1953–1956                |              |
| William Corbett (kommissarisch)       | 1902–1971   | 1956–2. Oktober 1956              |              |
| Richard Barrett Lowe                  | 1902–1972   | 2. Oktober 1956–14. November 1959 |              |
| Marcellus Graeme Boss (kommissarisch) | 1901–1967   | 14. November 1959–9. Juli 1960    |              |
| Joseph F. Flores                      | 1900–1981   | 9. Juli 1960–20. Mai 1961         |              |
| William Partlow Daniel                | 1915–2006   | 20. Mai 1961–15. Dezember 1962    |              |
| Manuel Flores Leon Guerrero           | 1914–1985   | 15. Dezember 1962–30. Juni 1969   |              |
| Carlos Garcia Camacho                 | 1924–1979   | 30. Juni 1969–1. Januar 1975      | Republikaner |
| Ricardo Jerome Bordallo               | 1927–1990   | 1. Januar 1975–1. Januar 1979     | Demokrat     |
| Paul McDonald Calvo                   | 1934–2024   | 1. Januar 1979–1. Januar 1983     | Republikaner |
| Ricardo Jerome Bordallo               | s. o.       | 1. Januar 1983–1. Januar 1987     | Demokrat     |
| Joseph Franklin Ada                   | * 1943      | 1. Januar 1987–1. Januar 1995     | Republikaner |
| Carl Tommy Cruz Gutierrez             | * 1941      | 1. Januar 1995–6. Januar 2003     | Demokrat     |
| Felix Perez Camacho                   | * 1957      | 6. Januar 2003–3. Januar 2011     | Republikaner |
| Eddie Baza Calvo                      | * 1961      | 3. Januar 2011–7. Januar 2019     | Republikaner |
| Lou Leon Guerrero                     | * 1950      | 7. Januar 2019–                   | Demokratin   |